# La Walck
La Walck est une ancienne commune française située dans le département du Bas-Rhin, en région Grand Est, intégrée à la commune nouvelle de Val-de-Moder depuis le 1er janvier 2016.
Cette ancienne commune se trouve dans la région historique et culturelle d'Alsace.

## Géographie

### Localisation
La commune est à 1,0 km de Val-de-Moder, 1,7 de Niedermodern, 4.2 km de Dauendorf, et 15,4 de Haguenau.

### Géologie et relief
Commune déléguée de La Walck :
Voir : Commune de Val-de-Moder.
Hydrogéologie et climatologie : Système d’information pour la gestion de l’Aquifère rhénan :
* Territoire communal : Occupation du sol (Corinne Land Cover); Cours d'eau (BD Carthage),
* Géologie : Carte géologique; Coupes géologiques et techniques,
 * Hydrogéologie : Masses d'eau souterraine; BD Lisa; Cartes piézométriques.

### Hydrographie et les eaux souterraines
Cours d'eau traversant la commune :
- La Rivière La Moder,
- le Ruisseau le Rothbach,
- et le Ruisseau le Hengstbaechel.

### Sismicité

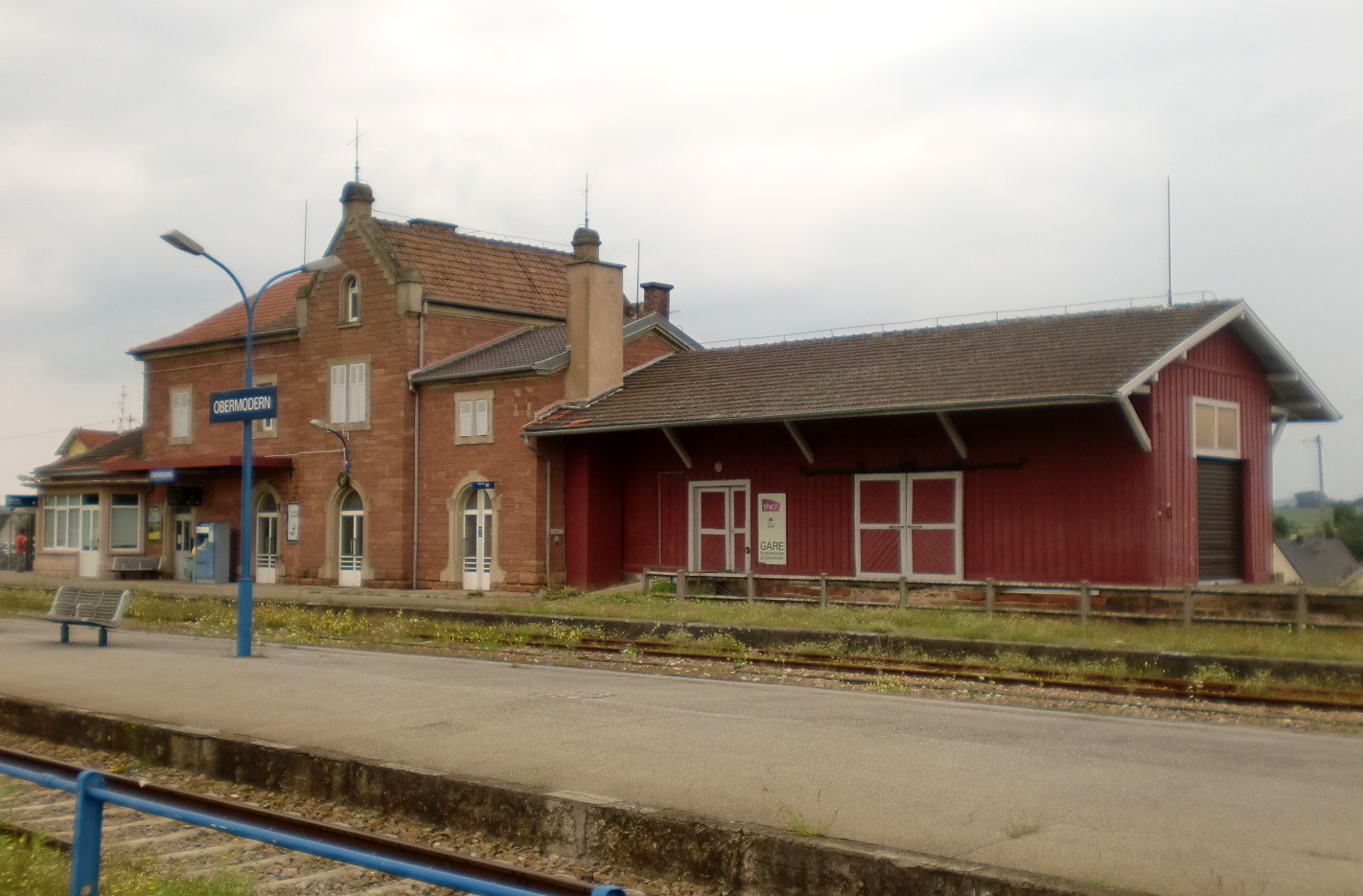
Gare d'Obermodern.

Commune située dans une zone de sismicité 3 modérée.

### Climat
Climat classé Cfb dans la classification de Köppen et Geiger.

### Voies de communications et transports

#### Voies routières
La commune est à 1,0 km de Val-de-Moder, 1,7 de Niedermoderne, 4.2 km de Doendorf, et 15,4 de Haguenau.
- D250 vers Val-de-Moder.
- D119 vers Niedermoderne.
- D919 > N62 vers Haguenau[4].

### Sismicité
- Transports en Alsace.
- Fluo Grand Est.

#### SNCF
- Gare d'Obermodern
- Gare de Mertzwiller
- Gare de Gundershoffen
- Gare de Reichshoffen
- Gare de Schweighouse-sur-Moder

### Intercommunalité
Commune membre de la communauté d'agglomération de Haguenau.
La nouvelle commune de Val-de-Moder est le résultat de la fusion, en 2016, des trois communes de La Walck, Pfaffenhoffen et Uberach, rejointes en 2019 par Ringeldorf.

### Urbanisme
La nouvelle commune bénéficie du plan local d'urbanisme intercommunal de la Communauté d'agglomération de Haguenau.

## Toponymie
- En alsacien : D'walick
- En allemand : Walk

## Histoire
Par décret royal, la commune de La Walck est détachée de la commune de Bitschhoffen en 1847.
La nouvelle commune de Val-de-Moder est le résultat de la fusion, en 2016, des trois communes de La Walck, Pfaffenhoffen et Uberach, rejointes en 2019 par Ringeldorf. Les communes déléguées seront supprimées à partir du 1er janvier 2026.

## Politique et administration

### Liste des maires
| Période                                  | Période          | Identité           | Étiquette | Qualité             |
| ---------------------------------------- | ---------------- | ------------------ | --------- | ------------------- |
| Les données manquantes sont à compléter. |                  |                    |           |                     |
| 1er janvier 1848                         | 26 août 1865     | Ignace Marx        |           |                     |
| 2 septembre 1865                         | 24 mai 1867      | Isidore Feltin     |           |                     |
| 10 juillet 1867                          | 31 décembre 1873 | Ignace Lemaitre    |           |                     |
| 2 janvier 1874                           | 28 février 1875  | Léonard Gerst      |           |                     |
| 17 mars 1875                             | 16 juin 1902     | Louis Schott       |           |                     |
| 17 juin 1902                             | 29 mai 1917      | Georges Wagner     |           |                     |
| 18 juin 1917                             | 10 décembre 1919 | Charles Kleinklaus |           |                     |
| 11 décembre 1919                         | 18 mai 1927      | M. Denu            |           |                     |
| 19 mai 1927                              | 29 juillet 1958  | Charles Kleinklaus |           |                     |
| 11 septembre 1958                        | 21 mars 1977     | Joseph Hartheiser  |           |                     |
| 21 mars 1977                             | 17 mars 1989     | Francis Denu       |           |                     |
| 17 mars 1989                             | 17 mars 2001     | Émile Schott       |           |                     |
| 17 mars 2001                             | 31 décembre 2015 | Daniel De Bonn     |           | Enseignant retraité |

### Liste des maires délégués
| Période        | Période     | Identité                | Étiquette | Qualité             |
| -------------- | ----------- | ----------------------- | --------- | ------------------- |
| 5 janvier 2016 | 25 mai 2020 | Daniel De Bonn          |           | Enseignant retraité |
| 25 mai 2020    | En cours    | Elisabeth Messer-Criqui |           |                     |

## Population et société

### Démographie

#### Pyramide des âges
L'évolution du nombre d'habitants est connue à travers les recensements de la population effectués dans la commune depuis 1851. À partir du 1er janvier 2009, les populations légales des communes sont publiées annuellement dans le cadre d'un recensement qui repose désormais sur une collecte d'information annuelle, concernant successivement tous les territoires communaux au cours d'une période de cinq ans. 
Pour les communes de moins de 10 000 habitants, une enquête de recensement portant sur toute la population est réalisée tous les cinq ans, les populations légales des années intermédiaires étant quant à elles estimées par interpolation ou extrapolation. Pour la commune, le premier recensement exhaustif entrant dans le cadre du nouveau dispositif a été réalisé en 2005,.
En 2013, la commune comptait 1 130 habitants, en évolution de −2,75 % par rapport à 2008 (Bas-Rhin : +1,68 %, France hors Mayotte : +2,49 %).
| 1851 | 1856 | 1861 | 1866 | 1871 | 1875 | 1880 | 1885 | 1890 |
| ---- | ---- | ---- | ---- | ---- | ---- | ---- | ---- | ---- |
| 805  | 690  | 680  | 626  | 694  | 738  | 712  | 680  | 636  |

| 1895 | 1900 | 1905 | 1910 | 1921 | 1926 | 1931 | 1936 | 1946 |
| ---- | ---- | ---- | ---- | ---- | ---- | ---- | ---- | ---- |
| 695  | 750  | 787  | 764  | 689  | 785  | 783  | 826  | 796  |

| 1954 | 1962 | 1968 | 1975  | 1982  | 1990 | 1999  | 2005  | 2010  |
| ---- | ---- | ---- | ----- | ----- | ---- | ----- | ----- | ----- |
| 812  | 896  | 979  | 1 005 | 1 003 | 965  | 1 012 | 1 130 | 1 147 |

| 2013  | - | - | - | - | - | - | - | - |
| ----- | - | - | - | - | - | - | - | - |
| 1 130 | - | - | - | - | - | - | - | - |

### Enseignement
Établissements d'enseignements :
- Écoles maternelles et primaires[14],[15],
- Collège à Val-de-Moder[16],
- Lycées à Haguenau, Bouxwiller, Saverne, Bichwiller, Walbourg[17].

### Santé
Professionnels et établissements de santé :
- Médecins à La Walck, Pfaffenhoffen, Dauendorf, Mertzwiller, Gundershoffen,
- Pharmacies à La Walck, Pfaffenhoffen, Gundershoffen, Ohlungen, Oberbronn,
- Hôpitaux à Ingwiller, Niederbronn-les-Bains, Haguenau.

### Cultes
- Culte catholique, Communauté de paroisses Val-de-Moder[19], Diocèse de Strasbourg.

## Économie

### Entreprises et commerces

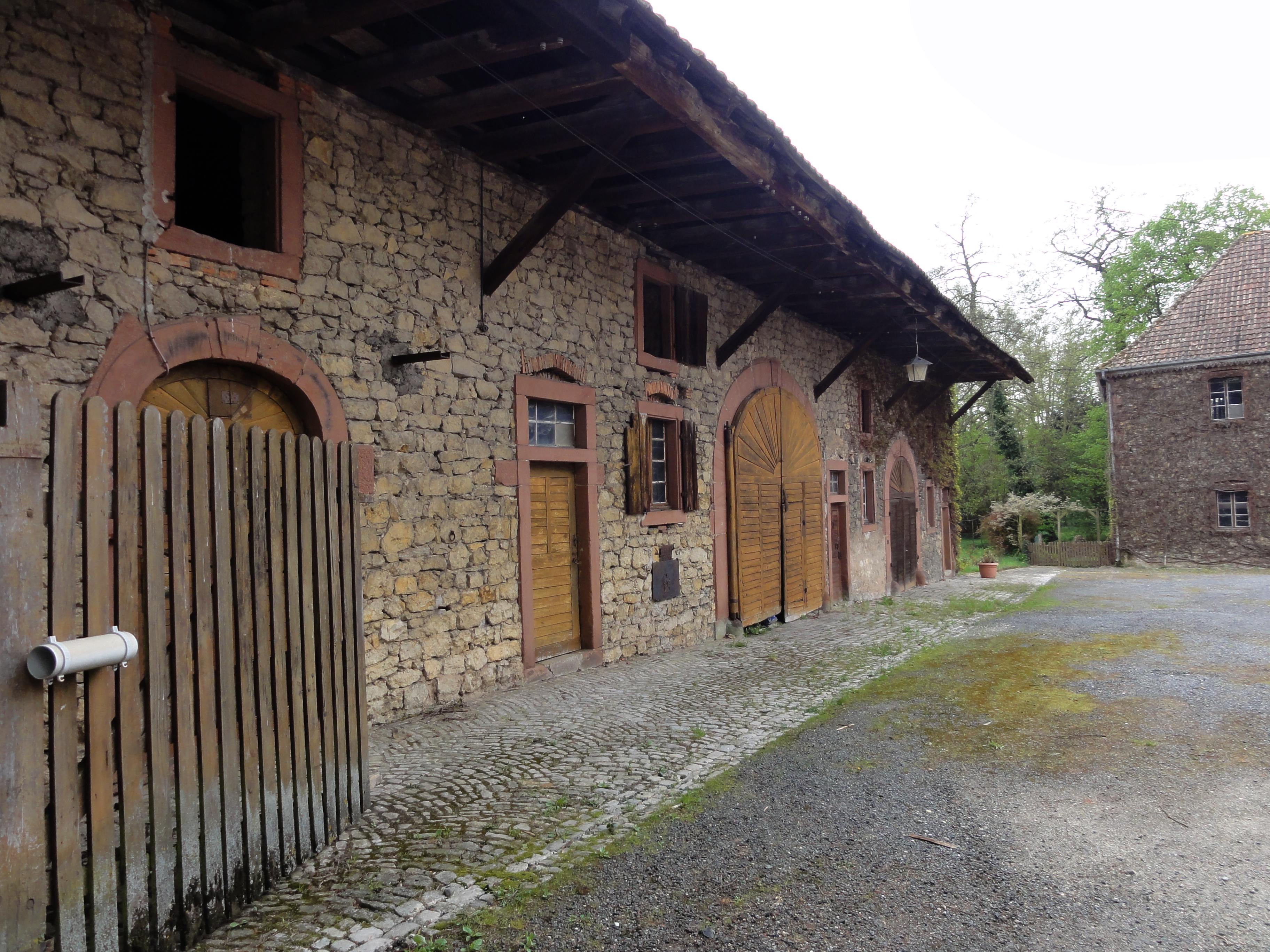
La Walck, Moulin Walckmuhle (XIXe siècle).

#### Agriculture
- Ancien moulin Walckmuhle, puis scierie[20],[21].
- Élevage d'autres animaux.

#### Tourisme
- Restaurant de la Croix[22].
- Restaurant de la Couronne[23].
- Hôtel et restaurant à Val-de-Moder.
- Gîte rural à Bitschhoffen.

#### Commerces et services
- Commerces et services de proximité à Val-de-Moder[24].
- Au recensement de 1861, La Walck compte 3 sabotiers et 54 cordonniers. La plupart quittent le village la belle saison venue pour trouver de l'ouvrage et rentrent à l'arrivée de l'hiver[25]. Le 1er août 1907 à 8 heures du matin éclate la première grève des cordonniers, organisée par les adhérents au syndicat chrétien. Des piquets de grève contrôlent les rues, pour empêcher les travailleurs à domicile d'aller chercher la matière première ou de livrer leurs chaussures. Des grévistes pénètrent dans la cour du fabricant Heckel Michel, frappent contre les volets fermés et profèrent des menaces de mort : « De selle alli verrecke »[26].

Encore aujourd'hui, le village abrite deux entreprises spécialisées dans la chaussure de sécurité, Lemaitre Sécurité et Heckel. Une diversification du tissu industriel est toutefois tentée avec la présence de l'ADEC, association de développement économique spécialisée dans les technologies de l'information et de la communication (TIC) et le développement durable installée à La Walck depuis 1993.

## Culture locale et patrimoine

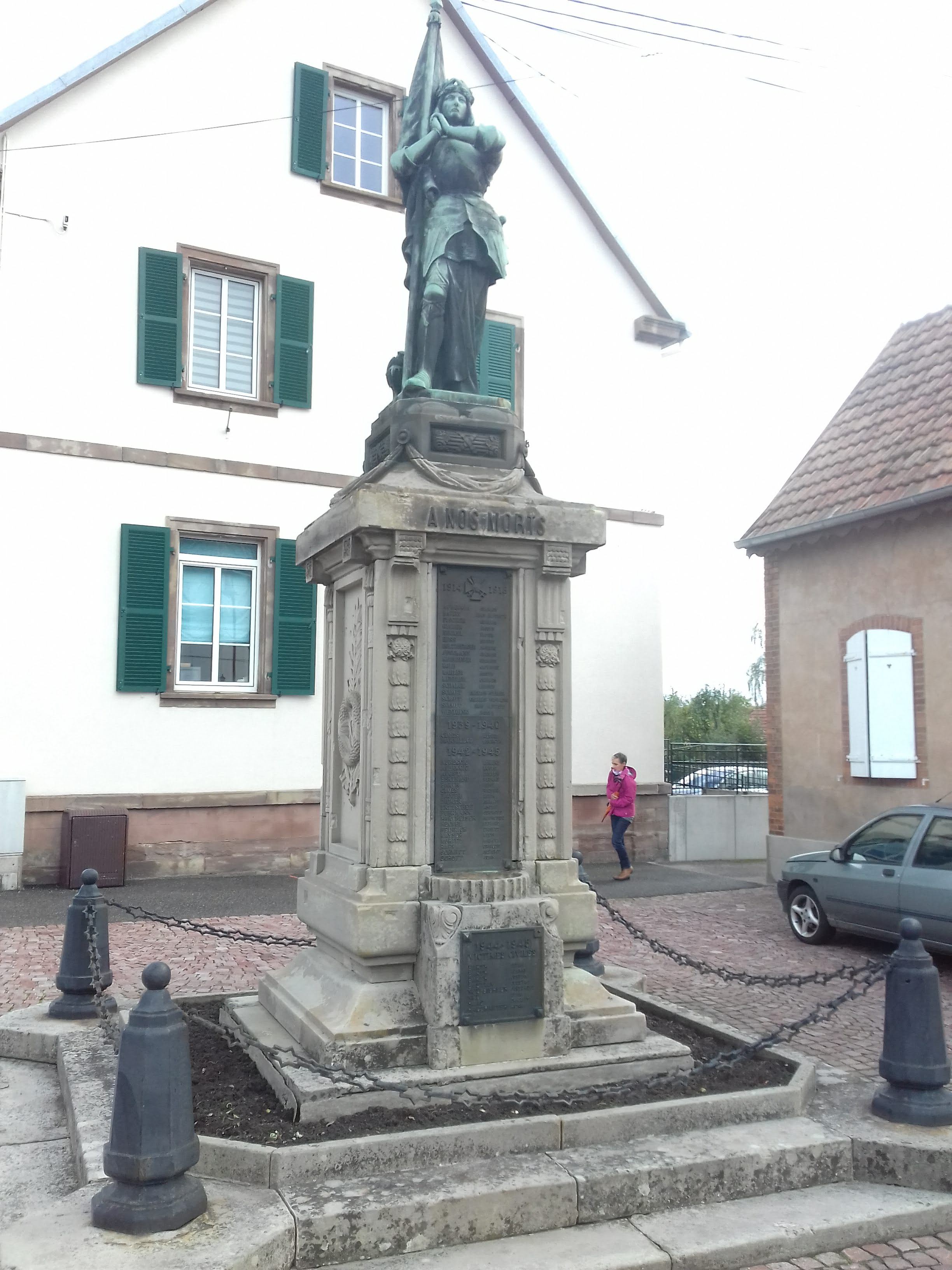
Monument aux morts.

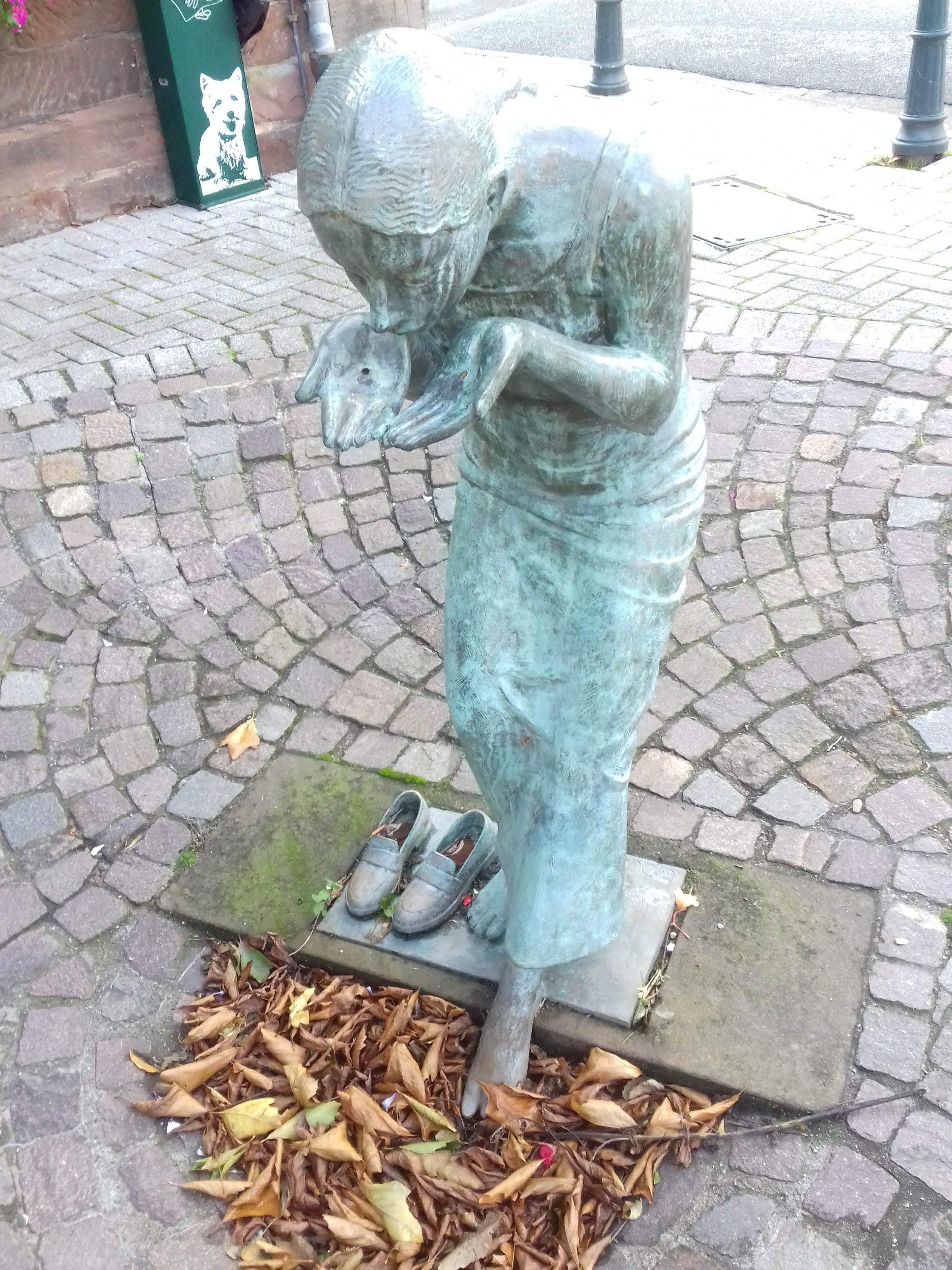
Statue place de la mairie.

### Lieux et monuments
- Mairie[29].
- Statue Place de la mairie.
- La synagogue a été démolie pendant la dernière guerre pour motif d'alignement[30].

Stèles funéraires au Cimetière juif d'Ettendorf.
- Monument aux morts[31] :

Conflits commémorés : Guerres 1914-1918 - 1939-1945.
- Croix de cimetière.
- Croix de chemin[33], Croix monumentale[34].
- Patrimoine rural recensé par le service régional de l'Inventaire général du patrimoine culturel[35].

### Personnalités liées à la commune
- Charles-Émile Matthis (1838-1893), peintre et illustrateur, né dans la commune.
- Roger Heckel (1922-1982), évêque coadjuteur de Strasbourg de 1980 à sa mort, né dans la commune ;
- Joseph Heckel (1922-2011), footballeur né dans la commune.

### Héraldique
| Blason de La Walck | Blason  | De gueules à saint Laurent de carnation, nimbé d'or, vêtu d'argent et d'or, tenant de sa dextre un gril du même et de sa senestre un livre fermé d'argent,. |
| Blason de La Walck | Détails | Représente le martyr saint Laurent, patron de la commune. Le statut officiel du blason reste à déterminer.                                                  |